# Beni Meskine
Beni Meskine (arabe : بني مسكين) est une tribu Árabe dont le territoire est situé dans la région administrative de Casablanca-Settat au Maroc, autour de la commune d'El Borouj.

## Étymologie
L'origine de leur nom est expliquée dans le Tārīkh al-Kabīr de l'historien arabe Ahmad al-Maqrîzî. Il est dit que l'ancêtre de la tribu, ayant vu la tète de l'imam Al-Hussein ibn Ali en Égypte, dit miskîne, ce qui signifie « pauvre » en arabe.

## Histoire
Selon l'historien Ibn Khaldoun dans son Livre des exemples, les Beni Meskine contrôlent au XIVe siècle toute la région du Sahel tunisien. Forts d'une cavalerie, ils se rendent maîtres de la ville de Sousse sous le règne du sultan mérinide Abu al-Hasan ben Uthman (1297-1351). Leur chef Khalifa Ibn Abdallah Ibn Meskine en est même nommé gouverneur par le sultan.

## Personnalités
De cette tribu descend également le grand poète égyptien Abū al-Faḍl Mūḥammad ibn ʿAbd al-Munʿim al-Masrī, enterré en Syrie.
- Rahal Meskini, leader anti-colonial marocain.